# Against Me!
Gli Against Me! sono una band folk rock/folk punk statunitense formatasi a Naples, Florida, e successivamente trasferitasi a Gainesville. Il loro primo album, prodotto sotto l'etichetta No Idea nel 2002, è titolato Reinventing Axl Rose. Hanno pubblicato diversi lavori per numerose etichette indipendenti, tra le quali la Fat Wreck Chords, e due album con la major Sire.

## Storia del gruppo

### Primi anni (1997-2000)
Laura Jane Grace (all'epoca Tom Gabel) diede il nome al progetto a 17 anni, ma la formazione comprendeva solamente lei, che cantava suonando una chitarra acustica. Occasionalmente arricchiva il suono con inserimento di persone che suonavano il basso e la batteria. In questo periodo completò solamente un demo, intitolato ufficialmente Against Me!, ma più comunemente conosciuto come Tom's First Demo. Mentre le copie della cassetta sono estremamente rare, Internet ed il file sharing hanno aiutato la circolazione del lavoro tra i successivi fan della band.
Con l'aggiunta di Kevin Mahon alla batteria, l'anno seguente venne pubblicato, su Misanthrope Records, un altro demo su cassetta, dal titolo Vivida Vis!. Per questo lavoro vennero stampate solo cinquecento copie, ma il file-sharing aumentò nuovamente la popolarità dell'EP, al punto che la più conosciuta delle canzoni presenti, "Shit Stroll," è domandata ancora oggi dai fan negli show della band. Ma gli Against Me! raramente, se non mai, accettano di suonarla. Grace sintetizzò i motivi di questa scelta adducendo il fatto che in quel periodo non riscuotevano molto successo nelle serate, e perciò è impossibile che ogni fan oggi affermi di amarli sin dagli esordi..
Successivamente un oscuro ed omonimo vinile da 12", contenente cinque canzoni, venne pubblicato per Crasshole Records nel 2000. A causa di un errore di masterizzazione, vennero distribuite solamente 150 copie.

### 2001-2002

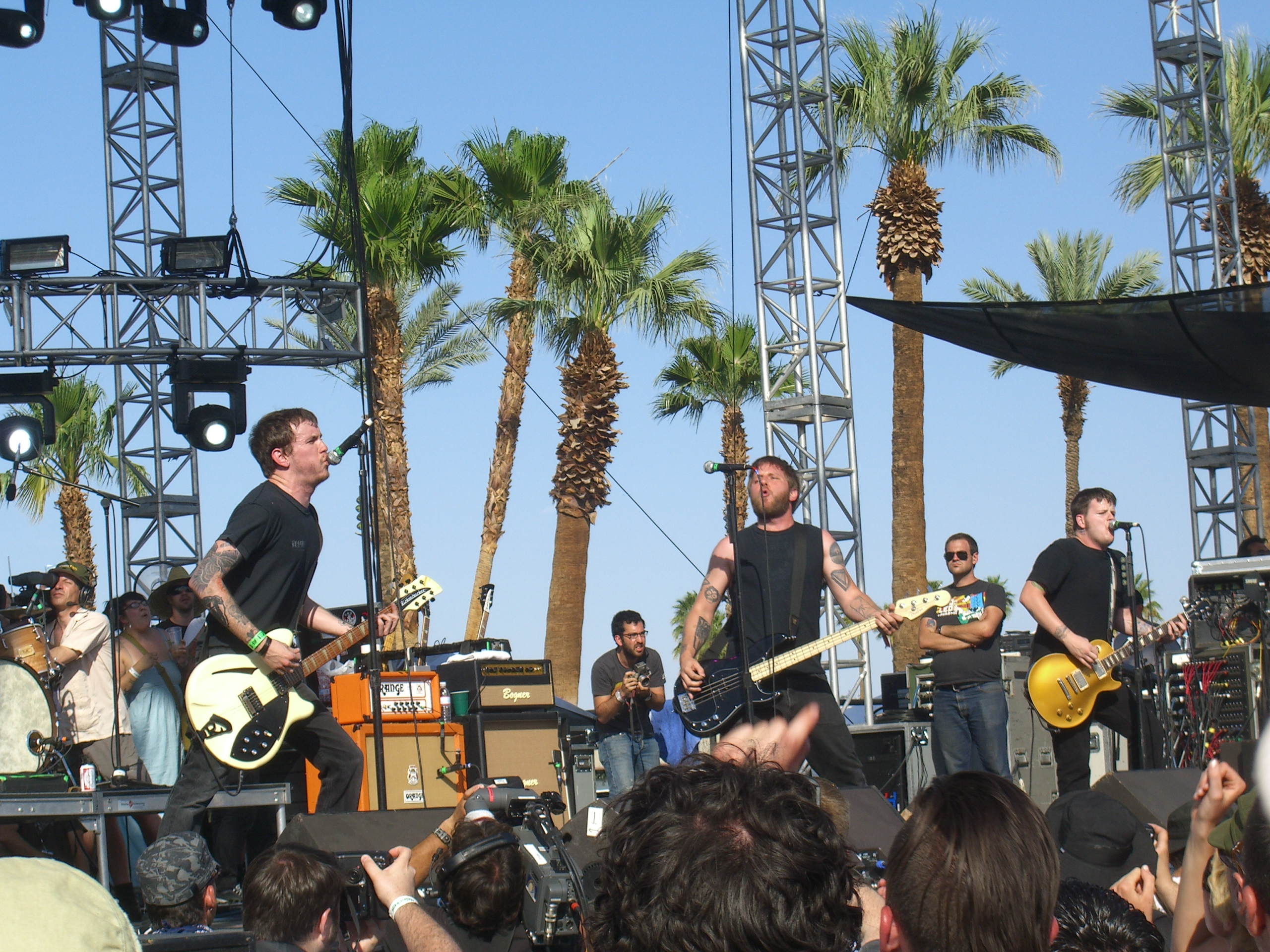
La band in concerto nel 2007.

Nel 2001 gli Against Me! celebrarono il loro primo ampio successo con l'uscita di Crime as Forgiven By. L'EP e il breve CD di sei canzoni furono congiuntamente pubblicati su Plan-It-X Records e Sabot Productions. Il CD contenne, rispetto all'EP che lo precedette, due tracce bonus: Impact, che diverrà in seguito vero e proprio inno nei concerti, e Burn, la quale fu pressoché disconosciuta dal gruppo. Entrambe le versioni del lavoro sono considerate due dei migliori lavori degli Against Me!.
Successivamente venne pubblicato un EP acustico di quattro canzoni. Sebbene ufficialmente senza titolo, l'album è comunemente indicato come The Acoustic EP, o meno frequentemente come Jordan's First Choice EP. In maniera similare a Crime as Forgiven By, questo lavoro fu ripubblicato come un CD-EP con due tracce inedite. In esso non figurano né chitarre elettriche, né batteria, ma solo Grace alla chitarra acustica e Dustin Fridkin al basso. Anch'esso viene considerato come una delle migliori uscite della band.
Poco dopo la pubblicazione dell'Ep acustico, Mahon abbandonò la band, presto sostituito da Warren Oakes, mentre James Bowman arricchì la formazione come secondo chitarrista.
Reinventing Axl Rose è invece il primo lavoro della band sulla lunga distanza. Il disco contiene cinque nuove tracce, mentre le altre sei furono nuovamente registrate da Crime as Forgiven By e The Acoustic EP. Questo album è considerato come espressione di un marcato cambiamento, prevalentemente a causa dell'inserimento di una seconda chitarra elettrica. È evidente un suono rock più classico, ma in ogni caso viene mantenuta una decisa influenza punk. La traccia omonima, assieme a "Baby, I'm an Anarchist!" si guadagnò un notevole successo nei circolo punk rock e contribuì a far aumentare la popolarità degli Against Me!.
Nel 2002 fu poi pubblicato un EP di tre canzoni dal titoloThe Disco Before The Breakdown. La traccia che dà il titolo al lavoro è un breve tributo al suono degli esordi, grazie al contributo di amici e artisti della No Idea Records. Per la prima volta, inoltre, fu inserita anche una sezione fiati. "Tonight We're Gonna Give it 35%" mostrò la transizione della band verso un suono più rock-eggiante, il quale diverrà caratteristica peculiare del gruppo sino all'ultimo album. "Beginning in an Ending" è l'unica traccia che riporta la band agli esordi, avendo inoltre un evidente cambio di ritmo.

### 2003-2005

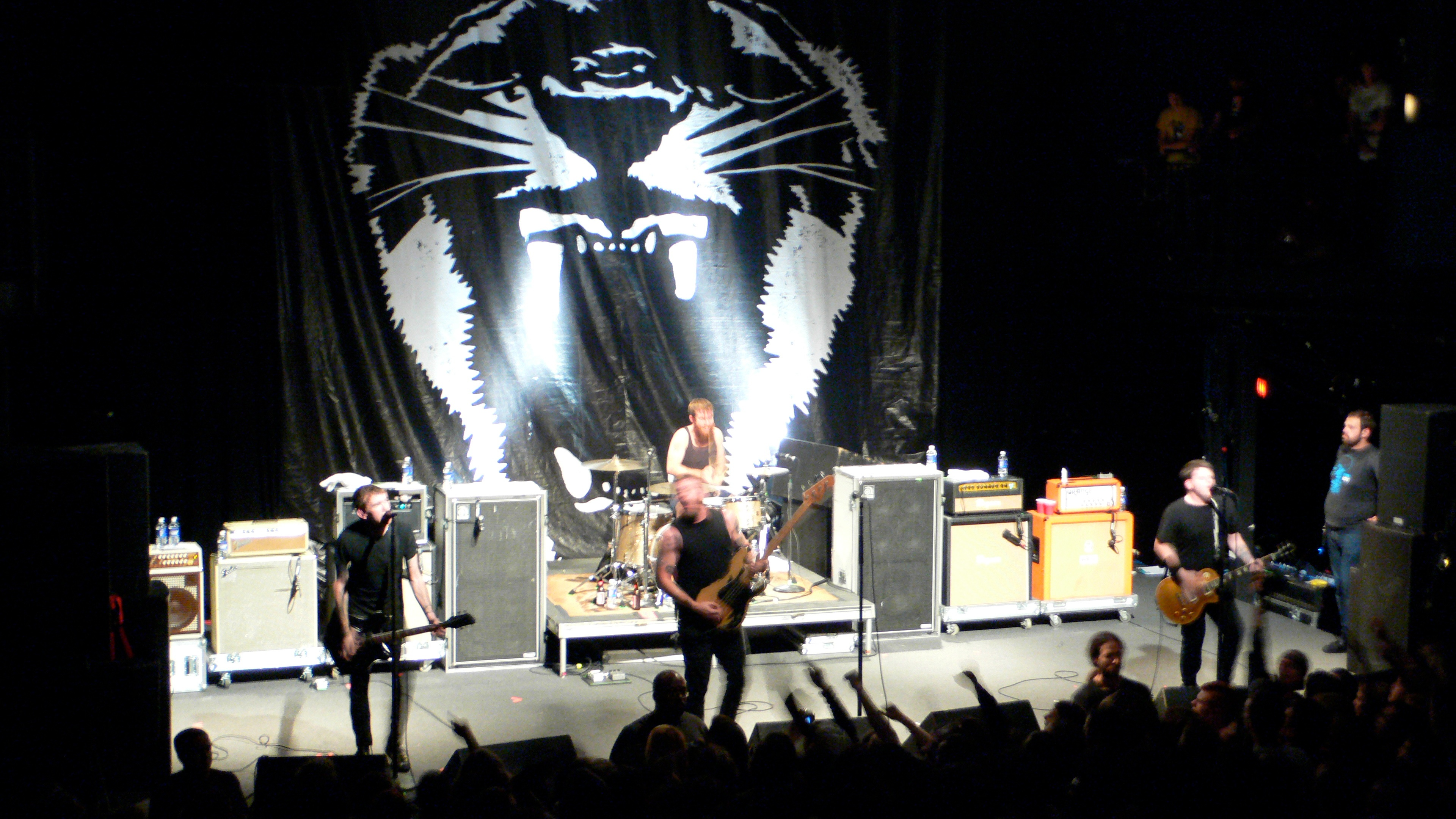
La band in concerto nel 2007.

Dopo The Disco Before The Breakdown la formazione degli Against Me! muta ancora. Fridkin lasciò infatti la band, e fu rimpiazzato al basso da Andrew Seward.
Il loro secondo album di studio, As The Eternal Cowboy, è stato pubblicato su Fat Wreck Chords. Sebbene diversi fan salutarono con favore l'opportunità che la band acquisisse maggiore popolarità, alcuni di essi, assieme a coloro che avevano tendenze anarchiche, furono meno contenti della scelta. Alcuni comunque considerarono che le complessive vendite della band contrastavano effettivamente con gli ideali DIY e le prese di posizione anti-capitalistiche della formazione. Questo diventò una causa di grande controversia tra i fan degli Against Me!. L'album in sé mostrò comunque un altro discostamento dalle loro radici musicali verso un suono più marcatamente duro. La stessa Grace descrive il lavoro come "più punk". As The Eternal Cowboy fruttò alla band anche il primo singolo, Sink, Florida, Sink. La divisione tra i fan della band in ogni caso continuò, e fu anche l'argomento principale di discussione della loro successiva uscita, un DVD titolato We're Never Going Home.
Il DVD è un documentario live, prodotto da Jake Burghart di Transition Video Magazine. We're Never Going Home segue la band in un tour degli USA, nel quale al gruppo viene letteralmente offerto "un milione di dollari per registrare un disco", dall'Universal Records. Le possibili anticipazioni per il loro nuovo album portarono la dirigenza della casa discografica ad offrire alla formazione fama e fortuna. Il video offre uno sguardo su come la band si è rapportata alle offerte ricevute, ed inoltre si sofferma su come il gruppo affronta la vita da strada. Il lavoro contiene anche delle sincere interviste con i membri della band, Christopher Johnston di Plan-It-X, alcuni dirigenti della Fat Wreck Chords, compreso Fat Mike e diversi fan. Il titolo del DVD deriva dall'ultima frase di "Slurring the Rhythms," una canzone di Eternal Cowboy.
Durante queste due ultime uscite, e nel corso di uno show tra gli stessi Against Me! ed i Lucero, venne rubato un demo della band. Questo rimarchevole incidente, sebbene non diffusamente conosciuto, simbolizzò l'allargamento della spaccatura tra il gruppo e i propri fan. Le tracce del futuro disco furono messe su Internet e il nome di molte di esse fu cambiato in espressioni come "Miami," "How Low," "Joy," "Holy Shit," e "Problems." Quando queste canzoni furono effettivamente pubblicate dal successivo lavoro degli Against Me!, questi nomi furono lasciati. Questo fu considerato un affronto per i ladri dei nastri, ed un riconoscimento della divisione con gli Against Me!, una band generalmente risaputa nel dare nomi più lunghi e criptici ai titoli delle proprie canzoni.
Questo album, Searching For A Former Clarity fu pubblicato il 6 settembre 2005, e li fece proiettare nel mainstream, debuttando al 114 posto nella classifica Billboard. Il gruppo registrò un video per il primo singolo del lavoro, "Don't Lose Touch," in origine solo per MySpace. Successivamente si poteva vedere il video anche nella televisione tematica Fuse. La band inoltre suonò la canzone in un episodio di Late Night With Conan O'Brien, che fu trasmesso il 30 settembre 2005.
Nel novembre del 2005 la band pubblicò un singolo 12" per la serie Don't Lose Touch, il quale conteneva un remix della canzone dei Mouse On Mars sul lato A e la versione originale sul lato B. Gli Against Me! hanno pubblicato inoltre un altro 12" per la serie From Her Lips To God's Ears nel 2006, che contiene un remix di Adrock dei The Beastie Boys sulla facciata A, e la versione originale sul lato B. Entrambi i singoli sono editi da Fat Wreck Chords.

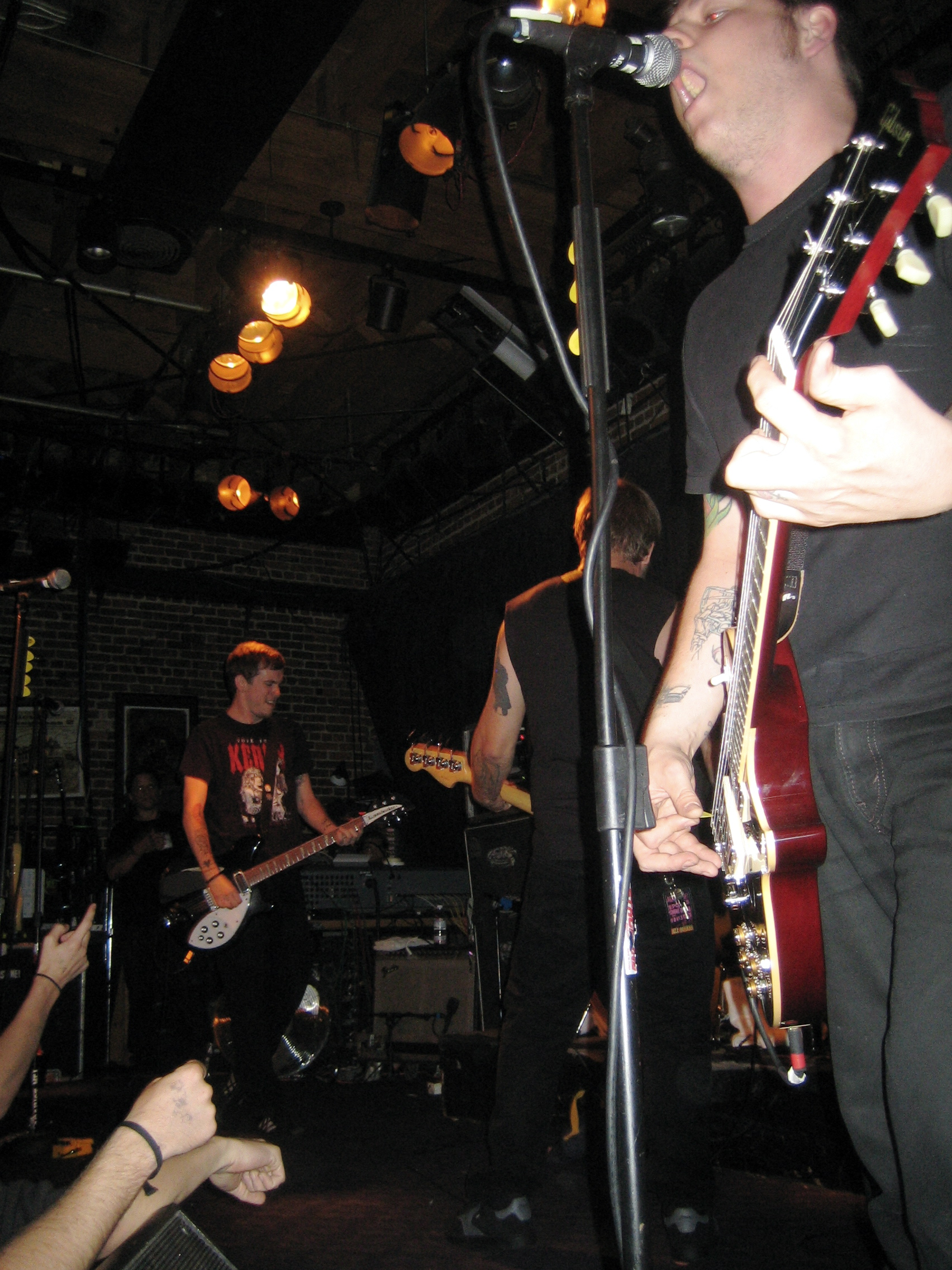
La band in concerto nel 2005.

A dicembre del 2005, venne annunciata la notizia che la band aveva concluso un accordo con la Sire Records. Questa decisione allontanò alcuni dei loro fan più affezionati, i quali capirono che alla fine la formazione aveva firmato per una major tradendo la propria etica anarchica e le proprie radicate convinzioni. In ogni caso diversi fan rimasero fedeli al gruppo.
Gli Against Me!, comunque, dissero che gran parte della decisione di firmare per la Sire fu provocata dall'opportunità di lavorare con Butch Vig, produttore del celebre Nevermind dei Nirvana.

### 2006-2011
Gli Against Me! hanno pubblicato il loro primo album live, dal titolo Americans Abroad!!! Against Me!!! Live in London!!!, ad agosto del 2006. Il lavoro fu registrato negli studi Mean Fiddler a Londra. Contiene anche una traccia inedita, Americans Abroad, e fu pubblicato esclusivamente per adempiere ad una specifica obbligazione contrattuale con la Fat Wreck Chords.
Il gruppo ha annunciato il 29 dicembre 2006 il proprio album di debutto su Sire, da titolo New Wave. Il disco è composto da dieci canzoni, per una durata totale di 30 minuti, ed è stato pubblicato il 10 luglio del 2007.. Il lavoro ha debuttato in 57ª posizione della classifica Billboard 200 nella settimana del lancio. New Wave contiene il loro primo singolo da classifica, Thrash Unreal, che ha raggiunto la ventesima posizione della Alternative Airplay..
Il 13 agosto 2007, Grace fu accusata in Tallahassee per un incidente nel quale si suppone che durante una lite avesse colpito alla testa il titolare di un locale. Le fu permesso di suonare nel concerto programmato quella stessa sera, ma venne messa in custodia subito dopo. Fu rilasciata su cauzione di 500 dollari.
Gli Against Me! continuano a suonare in tour regolarmente, sia in America che nel resto del mondo.
 Il 18 e 19 ottobre 2008 il loro tour mondiale ha toccato anche l'Italia in due date, rispettivamente a Bologna e Sesto San Giovanni.
Il 22 aprile 2009 la Fat Wreck Chords ha annunciato di essersi nuovamente accordata con gli Against Me!, che tornano all'etichetta californiana dopo tre anni. Nel mese di giugno Warren Oakes lascia la band, in parte per dedicarsi al suo ristorante di cucina messicana a Gainesville, Florida. Oakes viene sostituito dal batterista George Rebelo degli Hot Water Music. Il 7 luglio 2009 viene quindi pubblicato un nuovo album, The Original Cowboy, contenente le demo di As the Eternal Cowboy.
Nell'ottobre dello stesso anno Grace annuncia il titolo del nuovo album, in uscita con la Sire Records, White Crosses. L'album esce il 4 giugno 2010 e viene supportato dall'uscita dei singoli 'I Was A Teenage Anarchist' 'White Crosses' e 'High Pressure Low'. A settembre, la band annulla il tour in Australia/Nuova Zelanda e comunica di aver bisogno di un periodo di pausa per risolvere i problemi che li avevano portati alla cancellazione del tour.
Nel novembre del 2010, dopo due mesi di pausa dal palcoscenico, la band lascia la Sire Records e riprende il tour. George Rebelo, impegnato con la sua band principale Hot Water Music, viene sostituito da Jay Weinberg, che entra nella formazione dapprima come membro live e nel 2011 viene poi confermato come nuovo batterista della band.
Il 24 maggio 2011, nuovamente con la Fat Wreck Records, la band pubblica l'album Total Clarity, contenente le demo di Searching for a Former Clarity e alcune canzoni inedite. L'album contiene anche una cover di Money Changes Everything di Cyndi Lauper.
Il 3 giugno 2011, gli Against Me! annunciano di aver fondato la propria etichetta, la Total Treble Music, sotto la quale verranno pubblicati i nuovi lavori della band. Nel settembre del 2011, inoltre, Grace acquista uno studio ad Ekton, Florida, che chiama Total Treble Studio.

### 2012-presente
A febbraio del 2012, nello Studio Total Treble, la band inizia a lavorare sul nuovo album. Nel maggio dello stesso anno, con un'intervista su Rolling Stones, Grace fa coming out come donna transgender e annuncia di voler iniziare la transizione verso il genere femminile. Nell'estate del 2012, la band torna in Italia con tre date live: il 30 luglio a La Spezia, il 31 luglio a Roma e il primo agosto a Padova.
Jay Weinberg lascia la band nel dicembre del 2012, e viene sostituito dal batterista Atom Willard. Nel maggio del 2013, anche Andrew Seward decide di abbandonare gli Against Me!. Seward viene sostituito da Inge Johansson, attuale bassista della band.
Il sesto album della band, intitolato Transgender Dysphoria Blues, viene pubblicato il 21 gennaio 2014. L'album, prodotto da Laura Jane Grace e pubblicato con l'etichetta Total Treble, è incentrato sulla tematica della disforia di genere. Il 29 gennaio la band torna al David Letterman Show con il singolo Fuckmylife666.
Dopo l'annullamento del concerto previsto per il 23 giugno 2014, il 19 aprile 2015 la band torna in Italia con un concerto al Mediolanum Forum di Assago.
Durante il tour del 2014 la band ha registrato un live album, 23 Live Sex Acts, che è stato pubblicato il 4 settembre 2015.

## Formazione

### Formazione attuale
- Laura Jane Grace - voce, chitarra (1997–presente)
- James Bowman - chitarra, voce (2001–presente)
- Andrew Seward - basso, voce (2002-2013 - 2018-presente)
- Atom Willard - batteria, percussioni (2013-presente)

### Membri live
- Franz Nicolay - pianoforte, tastiere, fisarmonica, voce (2010)
- Tyson Yerex - pianoforte, tastiere, chitarra (2009–2010)
- Adam Trachsel - basso (2010)

### Ex componenti
- Dustin Fridkin - basso, voce (1998, 2001-2002)
- Kevin Mahon - batteria, percussioni, voce (1998-2001)
- Warren Oaks - batteria, percussioni (2001-2009)
- George Rebelo – batteria, percussioni (2009–2010)
- Inge Johansson - basso, voce (2013–2018)

### Altri artisti
- Jason Rutcofsky (High School Football Heroes) - sassofono tenore (Warped Tour 2006)
- Dave Solomon (High School Football Heroes) - trombone (Warped Tour 2006)
- George Argyrou (High School Football Heroes) - tromba (Warped Tour 2006)
- Tegan Quin (Tegan and Sara) - cori (Borne on the FM Waves of the Heart su New Wave)
- Genevieve Tremblay (Fifth Hour Hero) - cori (How Low su Searching for a Former Clarity)

## Discografia

### Album in studio
- 2002 - Reinventing Axl Rose (No Idea Records)
- 2003 - As the Eternal Cowboy (Fat Wreck Chords, numero 36 Independent Albums)
- 2005 - Searching for a Former Clarity (Fat Wreck Chords, numero 114 USA, numero 1 Heatseeker, numero 9 Independent Albums)
- 2007 - New Wave (Sire Records, numero 57 USA)
- 2010 - White Crosses (Sire Records)
- 2014 - Transgender Dysphoria Blues (Total Treble)
- 2016 - Shape Shift with Me (Total Treble)

### Album live
- 2006 - Americans Abroad!!! Against Me!!! Live in London!!! (Fat Wreck Chords)

### Raccolte
- 2009 - The Original Cowboy (Fat Wreck Chords)
- 2011 - Total Clarity (Fat Wreck Chords)

### EP
- 2000 - Against Me! EP (Crasshole Records)
- 2001 - Crime as Forgiven By (Plan-It-X Records, CD; Sabot Productions, 7")
- 2001 - The Acoustic EP (Sabot Productions)
- 2002 - The Disco Before the Breakdown (No Idea Records)

### Singoli
- 2004 - Cavalier Eternal (7", No Idea Records)
- 2005 - Sink, Florida, Sink (7", No Idea Records)
- 2005 - Don't Lose Touch (12", Fat Wreck Chords)
- 2006 - From Her Lips To God's Ears (12", Fat Wreck Chords)
- 2007 - White People For Peace (7", Sire Records)
- 2007 - Thrash Unreal (7", Sire Records, numero 17 US Modern Rock[9])

### Demo
- 1997 - Against Me! (autoproduzione)
- 1998 - Vivida Vis! (Misanthrope Records)

### Apparizioni in compilation
- We're Here to Ruin Your Fun Cassette/Newspaper - 1998, Crasshole Records (canzoni: "National Myth" e "Burning Bridges")
- Experiments In Audio Rocketry CD - 2003, 1234 Go! Records ("Untitled")
- Nice Guys Finish Last CD - 2003, Nice Guy Records ("Baby, I'm an Anarchist!")
- Go-Kart MP300 Raceway CD - 2003, Go Kart Records ("Pints of Guinness Make You Strong" and "Reinventing Axl Rose")
- Anti-Floyd - The Terrier State CD - 2004, Fat Wreck Chords ("Cliche Guevara")
- Rock Against Bush, Vol. 1 CD - 2004, Fat Wreck Chords ("Sink, Florida, Sink (Electric)")
- Rock Against Floyd CD - 2005, Fat Wreck Chords ("Problems")
- PROTECT: A Benefit for the National Association to Protect Children CD - 2005, Fat Wreck Chords (: "Wagon Wheel")
- MySpace Records Volume 1 CD - 2005, MySpace Records ("Don't Lose Touch")
- Take Action! Vol. 4 (Disc 1) CD - 2005, Sub-City/Hopeless Records ("You Look Like I need a Drink (acustica)")
- Punk Rock Mix Tape 2006 CD - 2006, Fastmusic ("Problems")
- We'll Inherit the Earth: A Tribute to The Replacements CD - 2006, 1234 Go! Records ("Bastards Of Young")
- Warped Tour 2006 Tour Compilation CD - 2006, Side One Dummy ("From Her Lips To God's Ears (The Energizer)")
- iFloyd Download - 2006, Fat Wreck Chords ("Pints of Guinness Make You Strong (Live)")
- Take Action! Vol. 5 (Disc 2) CD - 2006, Sub-City Records ("Dont Lose Touch")
- Shine Some Light: A Benefit for Dan Lang-Gunn CD - 2006, Asbestos Records ("Don't Lose Touch (Live di WCSU)")
- Remember Your Roots CD - 2006, Twelve Stepper Records ("Take Aim" and "Clap, Clap")
- Fat X-Mas Bonus Download - 2006, Fat Wreck Chords ("Don't Lose Touch (acustica)")
- Warped Tour 2008 Tour Compilation - ("New Wave")
- Songs That Saved My Life - 2018 ("People Who Died")

## Videografia

### DVD
- 2004 - We're Never Going Home (Fat Wreck Chords)
- 2007 - Live At The Key Club (Sire Records)